# Minas de la Partala
Las minas de la Partala se sitúan en las estribaciones de la Sierra de Gádor, quedando enteramente localizadas dentro del municipio almeriense de Benahadux, a poco más de un kilómetro del centro urbano. La mina fue registrada por el pechinero Francisco Díaz Abad el 5 de mayo de 1877 con el nombre de El Trovador, quien encontró una bolsa de azufre por accidente. Tras su muerte y la de su hijo, tan sólo un año después, la concesión es vendida el 20 de abril de 1881 por los hermanos de éste a Indalecio Córdoba Escámez. Se dejaron de explotar en 1952.

## Materiales extraídos
La mina se explotó para la extracción de azufre, si bien también se hallaron otros tipos de roca:
- Alunita
- Calafatita
- Calcita
- Cuarzo
- Epsomita
- Halotriquita
- Jarosita
- Magnesita
- Marcasita
- Natroalunita
- Pirita
- Yeso